# Fly from Here
Fly from Here è il ventesimo album in studio del gruppo progressive rock britannico Yes. Pubblicato nel 2011, è il primo lavoro realizzato dal gruppo dopo Magnification, pubblicato dieci anni prima nel 2001.

## Il disco
Il disco vede la presenza del cantante canadese Benoît David al posto dello storico Jon Anderson. Gran parte dei brani dell'album furono scritti nel periodo di Drama come nel caso del singolo We Can Fly, delle canzoni Sad Night at the Airfield e Life on a Film Set. In questo disco sono riproposte con un titolo differente, riscritte e riarrangiate in chiave moderna.

### Fly from Here – Return Trip
Nel 2018, in occasione del cinquantenario della band, viene pubblicata una versione remixata dell'album, denominata Fly from Here – Return Trip, con Trevor Horn alla voce al posto di Benoît David, e la traccia inedita Don't Take No for an Answer cantata da Steve Howe.

## Tracce
1. Fly from Here - Overture – 1:53 (Trevor Horn, Geoff Downes)
2. Fly from Here - Part I: We Can Fly – 6:00 (Horn, Downes, Chris Squire)
3. Fly from Here - Part II: Sad Night at the Airfield – 6:41 (Horn, Downes)
4. Fly from Here - Part III: Madman at the Screens – 5:16 (Horn, Downes)
5. Fly from Here - Part IV: Bumpy Ride – 2:15 (Steve Howe)
6. Fly from Here - Part V: We Can Fly (Reprise) – 1:44 (Horn, Downes, Squire)
7. The Man You Always Wanted Me To Be – 5:07 (Squire, Gerard Johnson, Simon Sessler)
8. Life on a Film Set – 5:01 (Horn, Downes)
9. Hour of Need – 3:07 (Howe)
10. Solitaire – 3:30 (Howe)
11. Into the Storm – 6:54 (Squire, Oliver Wakeman, Howe, Horn, Benoît David, Alan White, Joe Davison)

### Fly from Here – Return Trip
1. Fly from Here - Overture – 1:52 (Trevor Horn, Geoff Downes)
2. Fly from Here - Part I: We Can Fly – 5:04 (Horn, Downes, Chris Squire)
3. Fly from Here - Part II: Sad Night at the Airfield – 5:25 (Horn, Downes)
4. Fly from Here - Part III: Madman at the Screens – 4:36 (Horn, Downes)
5. Fly from Here - Part IV: Bumpy Ride – 2:16 (Steve Howe)
6. Fly from Here - Part V: We Can Fly (Reprise) – 2:18 (Horn, Downes, Squire)
7. The Man You Always Wanted Me To Be – 5:25 (Squire, Gerard Johnson, Simon Sessler)
8. Life on a Film Set – 5:06 (Horn, Downes)
9. Hour of Need – 6:46 (Howe)
10. Solitaire – 3:31 (Howe)
11. Don't Take No for an Answer – 4:22 (Howe)
12. Into the Storm – 6:55 (Squire, Oliver Wakeman, Howe, Horn, Benoît David, Alan White)

## Formazione
Yes
- Benoît David – voce (edizione 2011)
- Steve Howe – chitarra, voce
- Chris Squire – basso, voce
- Geoff Downes – tastiera, voce
- Alan White – batteria, percussioni

Musicisti aggiuntivi
- Trevor Horn – voce (edizione 2018), cori, tastiera, chitarra acustica
- Oliver Wakeman – tastiera in We Can Fly, We Can Fly (Reprise), Hour of Need e Into the Storm
- Luís Jardim – percussioni
- Gerard Johnson – pianoforte in The Man You Always Wanted Me To Be

Produzione
- Tim Weidner – missaggio e ingegneria del suono
- Trevor Horn – produzione, testi
- John Davis – mastering (edizione 2011)
- Joel M. Peters – missaggio, ingegneria del suono e mastering (edizione 2018)
- Cameron Gower Poole – missaggio e ingegneria del suono (edizione 2018)
- Roger Dean – copertina

## Classifiche
| Classifica (2011)         | Posizione massima |
| ------------------------- | ----------------- |
| Belgio (Vallonia)         | 45                |
| Germania                  | 16                |
| Italia                    | 49                |
| Paesi Bassi               | 43                |
| Regno Unito               | 30                |
| Stati Uniti               | 36                |
| Stati Uniti (independent) | 7                 |
| Stati Uniti (rock)        | 9                 |
| Stati Uniti (tastemaker)  | 4                 |
| Svezia                    | 31                |
| Svizzera                  | 39                |